# Aleksander Cholewa Ubysz
Aleksander Cholewa Ubysz h. Cholewa (ur. 1832, zm. 11 września 1890) – kapitan z r. 1863/4, literat (pseudonim Symplicius Gawin), autor zajmujących gawęd myśliwskich, oficer armii austriackiej i polskiej, powstaniec styczniowy 
Syn Józefa Cholewy Ubysza - właściciela majątku Ostrobóż w Ziemi Bełskiej. Był oficerem armii austriackiej. W powstaniu styczniowym w 1863 r., walczył początkowo jako szeregowy, potem sierżant, a następnie kapitan wojsk polskich w oddziałach Leona Czechowskiego, Jana Żalplachty (Aleksandra Zapałowicza). Resztki tych drużyn po rozbiciu nad Słupczą i Dwikozami 28 lutego 1863 r. wraz z Piotrem Ulatowskim przeprowadził do Mariana Langiewicza. Brał udział w bitwie pod Hutą Krzeszowską (ranny), nad Tanwią, Tyszowcami i Mołożowem 19 maja 1863. Ujęty przez Rosjan, został skazany na śmierć przez rozstrzelanie. Udało mu się jednak uciec z więzienia we Włocławku. W Krywe (Polska) osiadł po powstaniu w 1864 r., gdzie później zasłynął jako poeta, literat i gawędziarz z pseudonimem literackim Symplicius Gawin. Należał do najlepszych myśliwych w Galicji. Ożenił się z Marią Niesiołowską z Sokolego. Ostatki życia spędził we Lwowie, gdzie zmarł we wrześniu 1890 i został pochowany na Cmentarzu Łyczakowskim.